# Chi troppo vuole nulla stringe
Chi troppo vuole nulla stringe è un proverbio o morale che vuol suggerire di accontentarsi di quello che si ha perché se si pretende troppo si finisce per restare a mani vuote.

## Uso e origine
L'uso del proverbio "chi troppo vuole nulla stringe" è ampiamente attestato dalla letteratura, sia in raccolte di proverbi, in dizionari, sia nel corso di altri testi, viene fatto risalire alla morale della favola La gallina dalle uova d'oro scritta da Esopo e può essere affiancato al detto "chi si contenta gode".Un'altra fiaba che potrebbe ricordare il proverbio è quella de il pesciolino d' oro.

## Significato esteso
Questo detto popolare spesso viene anche usato come commento ironico verso il fallimento di un'attività altrui, intrapresa e proseguita in modo giudicato ingordo. Per esempio, la Civiltà Cattolica scrisse che Napoleone III rispose con un consiglio, fondato su questo proverbio, alla richiesta italiana di appoggio per l'invasione del Trentino durante la terza guerra d'indipendenza italiana, messa a rischio da una ripresa delle ostilità a fine armistizio.